# Acacia pubicosta
Acacia pubicosta é uma espécie de leguminosa do gênero Acacia, pertencente à família Fabaceae.